# Douglas Reeman
Douglas Edward Reeman, född 15 oktober 1924 i Thames Ditton i Surrey, död 23 januari 2017,, var en brittisk författare, som även skrev under pseudonymen Alexander Kent.
Reeman var en mycket produktiv författare av sjöromaner, som oftast utspelar sig under andra världskriget. Under pseudonymen Alexander Kent skrev han även ett antal böcker som utspelar sig under Napoleonkrigen, och som genomsyras av en sann Hornblower-anda.